# 布洛克县 (亚拉巴马州)
布洛克县（英語：Bullock County）是位于美国亚拉巴马州东南部的一个县，县治聯盟泉。根据美国人口调查局2000年统计，共有人口11,714，其中非裔美国人占73.11%、白人占25.25%。